# Lingua saaroa
La lingua saaroa (endonimo: ɫaʔalua) appartiene alla famiglia linguistica delle Lingue austronesiane (quindi geneticamente completamente diversa dal cinese) ed è parlata sull'isola di Taiwan. È una delle tre lingue che formano il ramo tsouiano delle Lingue formosane.
La lingua è quasi estinta, infatti nel 2012 erano segnalati solo più 10 locutori, ed in età avanzata, su una popolazione etnica di 300 persone.

## Popolazione etnica
Il popolo Saaroa è formato oggigiorno da circa 300 persone che vivono in due villaggi (Taoyuan e Kaochung) nel distretto di Taoyuan, della regione di Kaohsiung (Zeitoun & Teng 2014).

La lingua saarao che è la loro lingua ancestrale sta subendo il fenomeno della deriva linguistica verso il Bunun, un'altra delle lingue formosane (cominciatata quando i Bunun sono migrati nei territori abitati dai Saarao), e verso il cinese, per cui sono rimaste pochissime persone a parlarla e sembra inevitabile che tra poco tempo si estinguerà.

## Fonologia

### Vocali
|        | Anteriore | Centrale | Posteriore |
| ------ | --------- | -------- | ---------- |
| Chiusa | i [i]     | ʉ [ʉ]    | u [u]      |
| Aperta |           | a [a]    |            |

### Consonanti
|             | Bilabiale   | Dentale | Latérale | Palatale | Vélare | Glottale |
| ----------- | ----------- | ------- | -------- | -------- | ------ | -------- |
| Occlusiva   | Occlusiva   | p [p]   | t [t]    |          | k [k]  | ʔ [ʔ]    |
| Fricativa   | Fricativa   | v [v]   |          | ɫ [k]    | s [s]  |          |
| Affricata   | Affricata   |         |          | ʦ [ʦ]    |        |          |
| Nasale      | Nasale      | m [m]   | n [n]    |          | ŋ [ŋ]  |          |
| Liquida     | Liquida     |         | r [r]    | l [l]    |        |          |
| Semi-vocale | Semi-vocale | w [w]   |          |          | j [j]  |          |